# Zdjęcie z krzyża (obraz z 1617)
Zdjęcie z krzyża (flam. Kruisafneming) – obraz pochodzący z pracowni Petera Paula Rubensa, ołtarzowy, datowany na lata 1615–1617, znajdujący się do 1973 r. w katedrze św. Mikołaja Biskupa w Kaliszu.

## Historia
Obraz zakupił w 1620 w Antwerpii sekretarz Zygmunta III Wazy Piotr Żeromski i w 1621 sprowadził do Kalisza. Przed 1639 obraz umieszczono w wielkim ołtarzu kościoła św. Mikołaja Biskupa w Kaliszu, gdzie znajdował się do 1973 roku. Według oficjalnej, wówczas przyjętej wersji, obraz spłonął podczas pożaru w nocy z 13 na 14 grudnia. Według innych źródeł pożar mógł zostać wzniecony dla zatarcia śladów kradzieży. Jedno z trzech najcenniejszych zaginionych dzieł sztuki w Polsce. Obecnie na jego miejscu znajduje się kopia autorstwa Bronisława Owczarka.
16 marca 1974 w dzienniku „Frankfurter Allgemeine Zeitung” ukazało się ogłoszenie z ofertą sprzedaży obrazu „Zdjęcie z krzyża” Petera Paula Rubensa.
Do roku 1973 historycy prowadzili spory o autentyczność obrazu i nie ustalono, czy obraz malował sam Rubens, czy pochodził z jego pracowni.